# Оразгулаул
Оразгулаул (ног. Оразгул) — село в Бабаюртовском районе Дагестана, на берегу южной части Аграханского залива. Входит в Новокосинское сельское поселение

## Население
| 1914 | 1926 | 1939 | 1959 | 1970 | 1989 | 2002 |
| ---- | ---- | ---- | ---- | ---- | ---- | ---- |
| 211  | ↗239 | ↘201 | ↘178 | ↘172 | ↘23  | ↗61  |
| 2010 | 2021 |      |      |      |      |      |
| ↘56  | ↘6   |      |      |      |      |      |

Национальный состав
По данным Всесоюзной переписи населения 1926 года:
| № | Национальность | Численность, чел. | Доля |
| - | -------------- | ----------------- | ---- |
| 1 | ногайцы        | 237               | 99 % |
| 2 | кумыки         | 2                 | 1 %  |

По данным Всероссийской переписи населения 2010 года:
| № | Национальность | Численность, чел. | Доля |
| - | -------------- | ----------------- | ---- |
| 1 | ногайцы        | 36                | 64 % |
| 2 | лакцы          | 9                 | 16 % |
| 3 | чеченцы        | 6                 | 11 % |
| 4 | аварцы         | 4                 | 7 %  |
| 5 | другие         | 1                 | 2 %  |

## Экологические проблемы
Село подвержено частым подтоплениям водами Аграханского залива и разливами р.Терек. В 2005 году было полностью затоплено, а население выселено. В настоящее время выделен участок земли под переселение жителей сел Новая Коса и Оразгулаул.